# Ammerbuch
Ammerbuch is een plaats en gemeente in de Duitse deelstaat Baden-Württemberg, gelegen in het Landkreis Tübingen. Ammerbuch telt 11.274 inwoners.

## Plaatsen in de gemeente Ammerbuch
- Altingen
- Breitenholz
- Entringen
- Pfäffingen
- Poltringen
- Reusten

Ammerbuch ·
Bodelshausen ·
Dettenhausen ·
Dußlingen ·
Gomaringen ·
Hirrlingen ·
Kirchentellinsfurt ·
Kusterdingen ·
Mössingen ·
Nehren ·
Neustetten ·
Ofterdingen ·
Rottenburg am Neckar ·
Starzach ·
Tübingen